# Hermann Paul Müller
Hermann Paul Müller (Bielefeld, Alemania, 21 de noviembre de 1909-Ingolstadt, Alemania, 30 de diciembre de 1975) fue un piloto de sidecar, motociclismo y automovilismo alemán.
Müller empezó su carrera competitiva en una Imperia en 1928. Se convirtió en campeón alemán de Sidecar en 1932, y luego en 1936, consiguió el título alemán de 500cc.

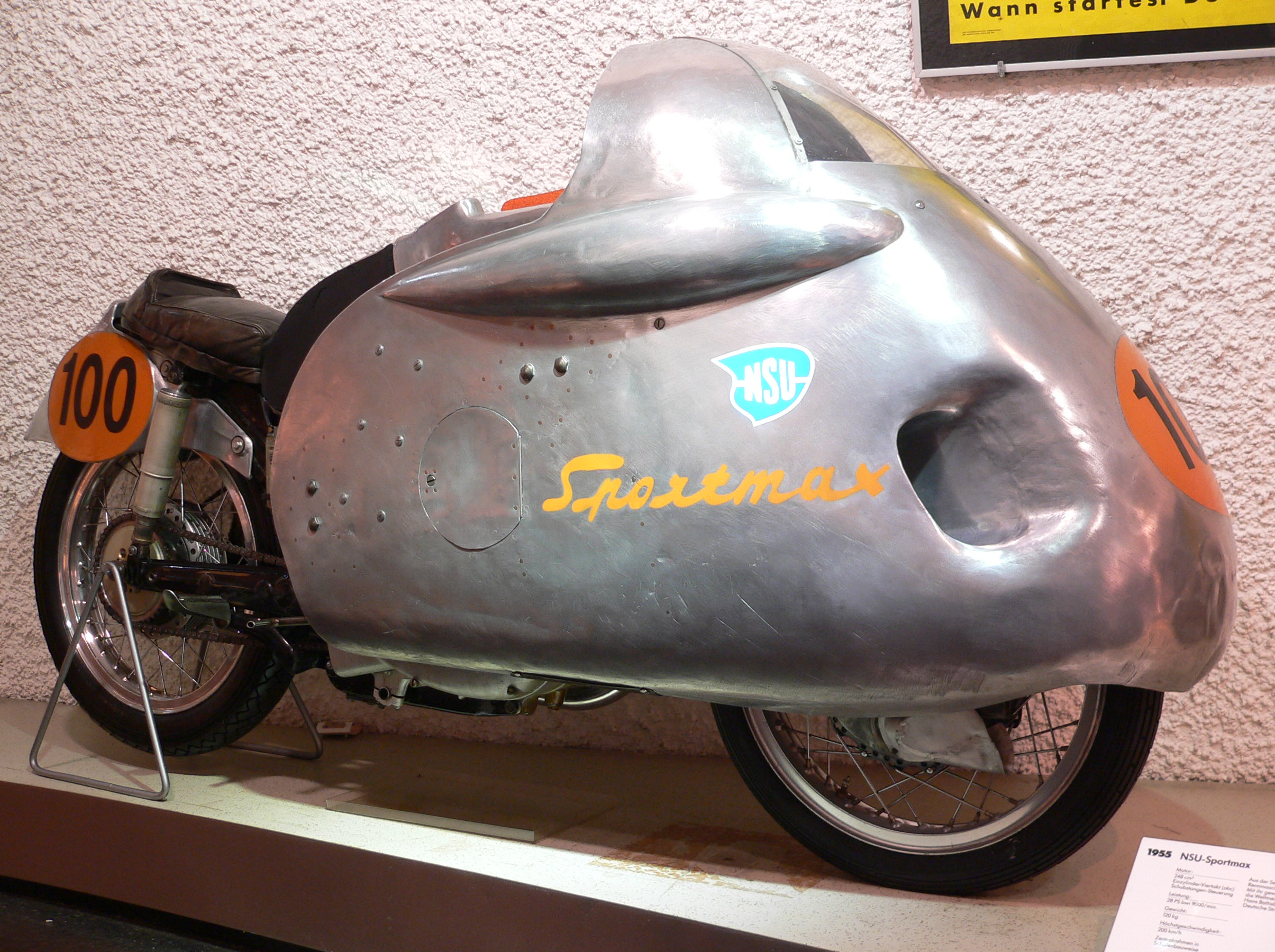
La moto NSU con la que Müller ganó el Campeonato del Mundo de 250cc en 1955.

Cambió a los coches al año siguiente, conduciendo para Auto Union. Ganó la edición de 1939 del Gran Premio de Francia celebrado en Reims. Fue el ganador extraoficial del Campeonato Europeo de Pilotos de esa temporada, porque nunca fue oficialmente anunciado por el AIACR debido al estallido de la Segunda Guerra Mundial. Aunque Müller ganó el campeonato en el sistema de puntos oficial, el presidente de la organización principal de automovilismo de Alemania, Adolf Hühnlein, declaró a Hermann Lang campeón bajo otro sistema de puntuación.
Después de la guerra volvió a las carreras de motos, ganando los títulos alemanes de 250cc en 1947 y 1948 con DKW. En 1955, ganó el campeonato mundial de 250cc montado en una NSU Sportmax. Él también fijó absolutamente un número de récords de velocidad mundiales en cinco clases sobre seis distancias para NSU en las salinas de Bonneville en 1956. Al día de hoy él sigue siendo la persona más vieja en ganar un campeonato del mundo de motociclismo, al haberlo conseguido a los 46 años.

## Victorias en motociclismo
| No. | Carrera                 | Circuito                 | Ubicación         | Temporada | Categoría |
| --- | ----------------------- | ------------------------ | ----------------- | --------- | --------- |
| 1   | Gran Premio de Alemania | Nürburgring Nordschleife | Nürburg, Alemania | 1955      | 250cc     |

## Resultados

### Campeonato Europeo de Pilotos
(Clave) (negrita indica pole position) (cursiva indica vuelta rápida)
| Año     | Escudería     | 1       | 2       | 3       | 4       | 5     | Pos. | Pts. |
| ------- | ------------- | ------- | ------- | ------- | ------- | ----- | ---- | ---- |
| 1937    | Auto Union AG | BEL Ret | GER Ret | MON     | SUI     | ITA 5 | 14.º | 33   |
| 1938    | Auto Union AG | FRA DNS | GER 4   | SUI Ret | ITA Ret |       | 5.º= | 20   |
| 1939    | Auto Union AG | BEL Ret | FRA 1   | GER 2   | SUI 4   |       | 1.º* | 12*  |
| Fuente: |               |         |         |         |         |       |      |      |

- * Posición y puntos al momento de cancelarse el campeonato.

### Campeonato Mundial de Motociclismo
Sistema de puntos entre 1950 y 1968.
| Pos.   | 1 | 2 | 3 | 4 | 5 | 6 |
| Puntos | 8 | 6 | 4 | 3 | 2 | 1 |

| Año  | Categoría | Moto            | 1     | 2       | 3       | 4     | 5      | 6     | 7       | 8     | 9     | Pts.    | Pos. |
| ---- | --------- | --------------- | ----- | ------- | ------- | ----- | ------ | ----- | ------- | ----- | ----- | ------- | ---- |
| 1952 | 125cc     | FB Mondial      | IOM - | NED -   | GER Ret | ULS - | NAT -  | ESP 5 |         |       |       | 2       | 15.º |
| 1953 | 500cc     | Horex MV Agusta | IOM - | NED -   | BEL -   | GER - | FRA -  | ULS - | SUI Ret | NAT 6 | ESP - | 1       | 19.º |
| 1954 | 125cc     | NSU             |       | IOM Ret | ULS 2   | NED 2 | GER 4  |       | NAT -   | ESP - |       | 15      | 3.º  |
| 1954 | 250cc     | NSU             | FRA 2 | IOM 4   | ULS 3   | NED 5 | GER 14 | SUI 3 | NAT -   |       |       | 17 (19) | 3.º  |
| 1955 | 250cc     | NSU             |       | IOM 3   | GER 1   |       | NED 3  | ULS 6 | NAT 4   |       |       | 16      | 1.º  |